# Purvis Short
Purvis Short (Hattiesburg, 2 luglio 1957) è un ex cestista statunitense, professionista nella NBA.
È il fratello di Gene Short.

## Carriera
Venne selezionato dai Golden State Warriors al primo giro del Draft NBA 1978 (5ª scelta assoluta).